# Chrysina badeni
Chrysina badeni är en skalbaggsart som beskrevs av Adolphe Boucard 1878. Chrysina badeni ingår i släktet Chrysina och familjen Rutelidae. Inga underarter finns listade i Catalogue of Life.